# Тери Харт
Тери Джонатан Харт (на английски: Terry Jonathan Hart) e американски астронавт, участник в един космически полет.

## Образование
Тери Харт завършва колежа Mt. Lebanon High School, Пенсилвания през 1964 г. През 1968 г. получава бакалавърска степен по инженерна механика от университета Lehigh, Пенсилвания. През 1969 г. става магистър по същата специалност в Масачузетски технологичен институт, Кеймбридж, Масачузетс. През 1978 г. защитава втора магистратура по електроинженерство в университета Rutgers, Ню Джърси. През 1988 г. става хоноруван доктор по инженерни науки в университета Lehigh, Пенсилвания.

## Военна кариера
Харт започва военната си служба в USAF през юни 1969 г. През декември 1970 г. започва обучение за пилот, което приключва успешно през 1973 г. Лети на самолет F-106. През същата година постъпва в Националната гвардия. През 1985 г. достига звание подполковник. В кариерата си има 3000 полетни часа, от които 2400 часа на реактивен самолет.

## Служба в НАСА
Тери Дж. Харт е избран за астронавт от НАСА през юни 1978 година, Астронавтска група №8. През август 1979 г. завършва общия курс на обучение. Първите си назначение получава по време на мисиите STS-1, STS-2, STS-3 и STS-7, когато е включен в поддържащите екипажи. Взема участие в един космически полет и има 168 часа в космоса.

### Полети
Тери Харт лети в космоса като член на екипажа на една мисия:
| Космически полет на Тери Джонатан Харт                        | Космически полет на Тери Джонатан Харт | Космически полет на Тери Джонатан Харт | Космически полет на Тери Джонатан Харт | Космически полет на Тери Джонатан Харт | Космически полет на Тери Джонатан Харт | Космически полет на Тери Джонатан Харт |
| №                                                             | Дата                                   | КК                                     | Емблема на мисията                     | Функции                                | Продължителност                        |                                        |
| ------------------------------------------------------------- | -------------------------------------- | -------------------------------------- | -------------------------------------- | -------------------------------------- | -------------------------------------- | -------------------------------------- |
| 1                                                             | 6 април 1984                           | „Чалънджър“, мисия STS-41C             |                                        | Специалист на мисията                  | 6 денонощия 23 часа 40 мин. 07 сек.    |                                        |
| Сумарно време в космоса – 6 денонощия 23 часа 40 мин. 07 сек. |                                        |                                        |                                        |                                        |                                        |                                        |

## Награди
- Медал за национална отбрана;
- Медал на НАСА за участие в космически полет.